# スタディオンFKクラスノダール
クラスノダール・スタジアム（ロシア語: Стадион «Краснодар»）はロシアのクラスノダールにあるサッカースタジアムである。FCクラスノダールがホームスタジアムとして使用する。

## 概要
スタジアムの設計はロシアのSPeeCHとドイツのgmp Architekten von Gerkan, Marg und Partner、建設はトルコのESTA Constructionが担当した。建設費はFCクラスノダールのオーナーであるセルゲイ・ガリツキーが負担した。
スタジアムの収容能力は約3万4千人だが、4万人に増やせるように設計されている。外観はコロッセオのようなデザインで、内壁には360度の巨大なLEDスクリーンが設置されている。気温がマイナス25度まで下がっても、スタジアム内は10度まで上げることができ、フィールドには冷却と加温、座席には暖房システムが設置されている。
2011年から2013年までデザインの選考が行われ、2013年4月に建設が開始された。2016年9月にスタジアムが完成し、10月9日にサッカーロシア代表とサッカーコスタリカ代表の親善試合で開場した。FCクラスノダールからはセルゲイ・ペトロフとユーリ・ガジンスキー、スタニスラフ・クリチュクの3名がロシア代表に選出された。10月20日にはFCクラスノダール最初のホームゲームとなるUEFAヨーロッパリーグ 2016-17グループステージ第3節のシャルケ04戦が行われた。